# 在コソボ英国大使館
在コソボ英国大使館（英語: British Embassy in Kosovo / Embassy of the United Kingdom in Kosovo、アルバニア語: Ambasada Britanike në Kosovë、セルビア語: Британска амбасада у Косову）は、イギリスがコソボの首都プリシュティナに設置している大使館である。在プリシュティナ英国大使館（英語: British Embassy in Pristina / Embassy of the United Kingdom in Pristina、アルバニア語: Ambasada Britanike në Prishtinë、セルビア語: Британска амбасада у Приштини）とも。
2008年2月18日、イギリスがコソボの独立を承認して両国の間で外交関係が樹立され、同年3月5日、プリシュティナに英国大使館が開設された。

## 住所
177 Lidhja e Pejës, 10000 Prishtina

## 大使
2019年9月5日より、ニコラス・アボットが特命全権大使を務めている。

## 著名な在勤者
- エニス・ジェマイリ - 駐日コソボ臨時代理大使